# Sam Craigie
Sam Craigie (Newcastle upon Tyne, 29 de dezembro de 1993) é um jogador de snooker inglês. Ele teve uma carreira júnior de sucesso antes de se tornar profissional em 2011.
Sua melhor performance em provas do ranking mundial foi um terceiro lugar na primeira edição do WST Pro Series, em março de 2021.

## Carreira
Craigie se classificou para a temporada de 2011–12 do circuito mundial profissional de snooker (em inglês:  Main Tour) depois de vencer o Campeonato Mundial Sub-21 da Federação Internacional de Bilhar e Snooker (em inglês:  International Billiards and Snooker Federation – IBSF) de 2010 (em inglês:  World Under-21 Championship), derrotando seu irmão mais velho Stephen Craigie por 7–6 na semifinal e o chinês Li Hang por 9–8 na final..
Esteve fora da turnê mundial da temporada de 2012–13 a 2015–16, quando conquistou uma vaga na turnê ao passar pelos play-offs da Associação Europeia de Bilhar e Snooker (em inglês:  European Billiards & Snooker Association – EBSA) em 2016. Ele venceu Adam Duffy por 4–3 na rodada final..
Em 2017, chegou às oitavas de final do Aberto da Irlanda do Norte (em inglês:  Northern Ireland Open). Chegou às quartas de final de um evento pontuável para o ranking pela primeira vez no Aberto da China de 2019 (em inglês:  China Open) em Pequim, e nas oitavas de final do Aberto da Índia de 2019 (em inglês:  Indian Open).

## Finais na carreira
| Resultado | Ano  | Torneio                           | Oponente na final | Placar | Ref.        |
| --------- | ---- | --------------------------------- | ----------------- | ------ | ----------- |
| Campeão   | 2010 | Campeonato Mundial Sub-21 da IBSF | Li Hang           | 9–8    | [ 1 ] [ 2 ] |